# Fauconcourt
Fauconcourt település Franciaországban, Vosges megyében. Lakosainak száma 131 fő (2022. január 1.). Fauconcourt Moyemont, Ortoncourt, Saint-Genest, Clézentaine, Haillainville és Hardancourt községekkel határos.

## Népesség
A település népességének változása:
| Lakosok száma | 124  | 125  | 131  | 132  | 131  | 136  | 142  | 136  | 131  |
|               | 2013 | 2015 | 2016 | 2017 | 2018 | 2019 | 2020 | 2021 | 2022 |